# War Party
War Party — хіп-хоп гурт крі з Масквасіса, Альберта.  Її засновниками є Рекс Смоллбой і Райан Смолл. Учасники: колишня дружина Синтія, Кармен «Хеллнбек» Омеасу, Брайан Омеосоо та Том Крієр.  Музика гурту поєднує ритми репу з аборигенними темами та історіями. 

## Історія
War Party була заснована в 1995 році Рексом Смоллбоєм і Райаном Смоллом. Згодом до справи долучилися ще троє.  У 2001 році гурт виграв канадську музичну нагороду аборигенів за найкращий реп-альбом і знову був номінований в 2002 і 2003 роках   Крім того, вони були першим реп-гуртом з корінних націй, яка показала музичний кліп на Much Music.
War Party виступали та записувалися разом протягом дванадцяти років.  Потім гурт розпався; Hellnback і Big Stomp з групи сформували RezOfficial.

## У масовій культурі
Пісня гурту «This Land Was Ours» звучить у фільмі Арі Голда «Adventures of Power» 2008 року.

## Дискографія
- The Reign (2000)
- The Greatest Natives from the North (2003)
- Exclusive Rez Cuts (2002)
- The Resistance (20??)